# Тройер, Дженнифер
Дженнифер Тройер (англ. Jennifer L. Troyer) — американский экономист и педагог.
Бакалавр (1993) Мемфисского университета; магистр (1996) и доктор философии (1999) университета Флорида Стейт. Преподает в университете Северной Каролины (кампус в Шарлотт). Лауреат премии Джорджеску-Регена (2002).

## Основные произведения
- «Эффект регулирования цены инноваций в фармацевтической промышленности» (The Effect of Price Regulation on Innovation in the Pharmaceutical Industry, 2002, в соавторстве с А. Красниковым).